# بندورف در جنگل سیاه
شهر بندورف در جنگل سیاهدر ایالت بادنوورتمبرگ در کشور آلمان واقع شده‌است.